# Мосьпан Анастасія Іванівна
Анастасі́я Іва́нівна Мо́сьпан (1892 , Миколаївка, Новомосковський повіт, Катеринославська губернія, Російська імперія  — невідомо ) — український радянський діяч, селянка. Депутат Верховної Ради УРСР 1-го скликання (1938–1947).

## Біографія
Народилася 1892 року в родині селянина-бідняка Івана Гері в селі Миколаївка, тепер Самарівський район, Дніпропетровська область, Україна. Отримала початкову освіту. З дитячих років була підпаском, наймитувала. Після одруження з Іллею Мосьпаном працювала у власному сільському господарстві.
З 1931 року — колгоспниця колгоспу села Миколаївки Новомосковського району Дніпропетровщини. Спершу була конюхом четвертої бригади, потім працювала свинаркою, завідувачем свиноферми в місцевому колгоспі «Оборона» Новомосковського району Дніпропетровської області. У 1938 році виростила по 20 ділових поросят від кожної свиноматки.
26 червня 1938 року обрана депутатом Верховної Ради УРСР 1-го скликання по Новомосковській виборчій окрузі № 209 Дніпропетровської області.
Член ВКП(б) з 1938 року.
Під час німецько-радянської війни — в евакуації.
З 1944 року — завідувач свиноферми колгоспу «Оборона» села Миколаївки Новомосковського району Дніпропетровської області.

## Нагороди
- орден Леніна (22.02.1936)
- медаль «За трудову доблесть» (7.02.1939)